# Stephen Yenser
Stephen Yenser (* 1941 in Wichita, Kansas) ist ein US-amerikanischer Autor und Hochschullehrer für Anglistik und Literatur.

## Leben
Nach seiner Schulzeit in Kansas schrieb sich Yenser an der University of Wisconsin–Madison ein, wo er unter anderem mit James Merrill studierte. Nach seinem Studium erhielt er eine Anstellung als Dozent an der University of California in Los Angeles. Neben seiner Tätigkeit als Hochschullehrer verfasste Yenser Artikel in den Fachzeitschriften Paris Review, Poetry, Southwest Review und Yale Review. Gemeinsam mit J. D. McClatchy verwaltet er den Literaturnachlass von James Merrill (1926–1995). Yenser lebt in Los Angeles.

## Werke (Auswahl)
- Musing in Best American Poetry[4]

### Poesie
- 2006: Blue Guide, University of Chicago Press
- 1993: The Fire in All Things

### Essays
- 2002: A Boundless Field: American Poetry at Large, University of Michigan Press
- 1987: The Consuming Myth: The Work of James Merrill
- 1975: Circle to Circle: The Poetry of Robert Lowell

### Als Herausgeber
- mit Langdon Hammer: A Whole World: Letters from James Merrill. Alfred A. Knopf, New York 2021, ISBN 978-1-101-87550-6.

## Preise und Auszeichnungen (Auswahl)
- 1992: Walt Whitman Award
- "Discovery"/The Nation Award
- Fulbright teaching fellowships
- Ingram Merrill Foundation Award in Poesie
- Pushcart Prize
- B. F. Connors Prize für Poesie von dem Magazin Paris Review